# Janus Metz Pedersen
Janus Metz Pedersen (født 27. september 1974) er en prisvindende filminstruktør. Han er uddannet Cand.comm. på Roskilde Universitetscenter med Internationale Studier som sidefag.

## Karriere
Metz arbejdede som researcher på dokumentarfilm og flyttede til Sydafrika. Her arbejdede han på tv-dramaet Soul City, før han debuterede med dokumentarkortfilmen Township Boys i 2006.
I 2008 stod han bag dokumentarfilmene Fra Thailand til Thy og Fra Thy til Thailand, der begge blev vist på DR1 og er lavet sammen med Sine Plambech. Senest har parret lavet filmen Hjertelandet (2018). Filmene handler om en gruppe thailandske kvinders arrangerede ægteskaber i Nordjylland.
I 2010 instruerede Janus Metz Armadillo, hvor han følger danske soldaters oplevelser i Helmandprovinsen.
Metz har instrueret 3. afsnit, Maybe Tomorrow, af 2. sæson af True Detective. Afsnittet til at blev sendt 5. juli 2015.

## Priser
- I 2010 i Cannes modtog Armadillo kritikerprisen Semaine de la Critique i den såkaldte sidekonkurrence.

- I 2011 modtog Armadillo en Robert for årets lange dokumentarfilm.

- Armadillo fik fire nomineringer til Emmy Award 2012.

## Eksterne links
- Township Boys i Filmdatabasen
- Janus Metz: Hårdtarbejdende drengerøv, Filmmagasinet Ekko, 20. april 2010
- 'Armadillo'-instruktør: »I første omgang skal det bare lykkes at lave en film i USA«, Politiken, 28. juli 2012
- Janus Metz Pedersen på Internet Movie Database (engelsk)
- Janus Metz Pedersen på Filmdatabasen
- Janus Metz Pedersen på Scope
- Janus Metz Pedersen på Svensk Filmdatabas (svensk)
- Janus Metz Pedersen på AlloCiné (fransk)
- Janus Metz Pedersen på AlloCiné (fransk)
- Janus Metz Pedersen på AllMovie (engelsk)
- Janus Metz Pedersen på The Movie Database (engelsk)